# 109e division d'infanterie (France)
 (octobre 2014).
Si vous disposez d'ouvrages ou d'articles de référence ou si vous connaissez des sites web de qualité traitant du thème abordé ici, merci de compléter l'article en donnant les références utiles à sa vérifiabilité et en les liant à la section « Notes et références ».

Vers 1978-1979, on forme dans l'armée de terre française 10 puis 11 Divisions d'Infanterie de réserve dérivées de certaines Divisions actives, les 102e, 104e, 107e, 108e, 109e, 110e, 111e, 112e, 114e, 115e 127e DI dans le cadre de la défense opérationnelle du territoire qui ne serait activé qu'en cas de mobilisation. Puis quatre divisions écoles sont également mise sur pied, les 131e, 141e, 151e, 152e DI.

## Brigade de zone
En 1984, il est décidé une restructuration de ces divisions d'infanterie de réserve. En 1986, la 109e DI est restructurée en 109e brigade de zone. Rattaché à la Zone de défense « Ouest » / 3e région militaire, son quartier général est à Nantes :
Elle comprend d'une manière théorique :
- trois unités de mêlée :
  - le 19e régiment de dragons, un régiment d'automitrailleuses issu de l'Arme blindée cavalerie
  - les 62e et 117e régiments d'infanterie, deux unités d'infanterie portée sur véhicule de transport de type GBC 8KT
- deux unités d'appui :
  - les 159e et 169e deux compagnies de combat du génie
- une unité de soutien :
  - le 29e régiment de commandement et de soutien

En 1992, dans le cadre du plan « Armée 2000 », elle devient la 109e brigade régionale de défense.